# 米克尔·格拉德尼斯
米克尔·贾万·格拉德尼斯（英語：Mickell Jawaun Gladness，1986年7月26日—），美国NBA联盟前职业篮球运动员。